# Donald Norcross
Donald W. Norcross (nacido el 13 de diciembre de 1958) es un político y líder sindical estadounidense que es el representante de los Estados Unidos por el 1.º distrito congresional de Nueva Jersey, en South Jersey. Miembro del Partido Demócrata, Norcross fue elegido por primera vez para este escaño en el Congreso en 2014, tras la renuncia de Rob Andrews. Su distrito cubre gran parte del área metropolitana de Filadelfia en el lado de Nueva Jersey, incluyendo Camden, Cherry Hill, Lindenwold y Glassboro.
Antes de ingresar a la política electoral, Norcross estuvo involucrado en el liderazgo de la Hermandad Internacional de Trabajadores Eléctricos Local 351 y fue presidente del Consejo Central de Trabajadores de la AFL-CIO del Sur de Nueva Jersey. Fue elegido para la Asamblea General de Nueva Jersey en 2009, pero poco después de que comenzara su mandato en enero de 2010, fue nombrado para cubrir una vacante en el Senado del Estado de Nueva Jersey, donde permaneció hasta su elección a la Cámara de Representantes.
Durante el 117.º Congreso de los Estados Unidos, Norcross es miembro de los comités de Servicios Armados y de Educación y Trabajo. Es miembro del Caucus Progresista del Congreso y de la Coalición de Nuevos Demócratas, además de ser miembro fundador del Caucus Bipartidista de los Oficios de la Construcción.

## Primeros años y educación
Norcross nació el 13 de diciembre de 1958 en Camden, hijo de George E. Norcross Jr. y hermano de George E. Norcross III y John C. Norcross. Él y sus tres hermanos se criaron en Pennsauken Township. Se graduó de Camden County College con un título en justicia penal y asistió a la Universidad de Rutgers en Camden. Fue criado en la fe luterana.